# Тесфамариам, Абель
Абель Тесфамариам (род. 16 мая 1995 года) — эритрейско-филиппинский горнолыжник, базирующийся в Женеве, Швейцария. Тесфамариам представлял Филиппины на зимних юношеских Олимпийских играх 2012 года в Инсбруке, Австрия. На данный момент у него нет олимпийских медалей.